# Czas na rewanż
Czas na rewanż (ang. Comeback Season) – amerykańsko-kanadyjska tragikomedia filmowa z 2006 roku.

## Opis fabuły
Kiedy żona Waltera Pearce'a dowiaduje się o jego romansie, wyrzuca go z domu. Nie mogąc znaleźć lokum, Walter pakuje się w kłopoty i trafia do więzienia. Tam poznaje Skylara Eckermana − młodego, utalentowanego piłkarza, który siedzi za pobicie. Obaj znali się wcześniej i nie przepadali za sobą. Skylar spotykał się z córką Waltera, a potem ją porzucił. Ale perspektywa wspólnego siedzenia zbliża ich do siebie. Po wyjściu z więzienia postanawiają naprawić swoje błędy i pomagają sobie w odzyskaniu swoich ukochanych. Ale to nie będzie takie łatwe.

## Główne role
- Ray Liotta jako Walter Pearce
- Shaun Sipos jako Skylar Eckerman
- Glenne Headly jako Deborah Pearce
- Rachel Blanchard jako Chloe Pearce
- Brooke Nevin jako Christine Pearce
- Brendan Fehr jako Paul
- Brenda Campbell jako pani Eckerman
- David Parker jako pan Eckerman
- Josh Emerson jako Dinky
- Chris Ippolito jako Roy